# JJ72
JJ72は、アイルランド・ダブリン出身の3ピースロックバンド 。1996年に結成し、1999年にラコタ・レコーズと契約した。2006年に解散するまで2枚のスタジオアルバムをリリースした。

## 来歴

### デビュー（1999年～2001年）
1999年11月、デビューシングル「October Swimmer」をリリース。2000年5月、シングル「Long Way South」をリリースし、全英チャート68位を記録する最初のヒットとなった。
2000年6月のグラストンベリー・フェスティバル、同年8月のレディング・フェスティバルに出演した。
2000年8月、デビューアルバム「JJ72」をリリース 。 全英アルバムチャート16位まで上昇し、アイルランドと英国で50万枚を売り上げた。同アルバムからは「Snow」「October Swimmer」「Long Way South」「Oxygen」がシングルカットされた。「Oxygen」はバンド初の全英トップ30入りのシングルとなり、BBCの音楽番組「トップ・オブ・ザ・ポップス」出演を果たした。
2001年3月に来日し、渋谷CLUB QUATTROで日本初公演を行った。同年8月には、日本の野外音楽フェスティバルROCK IN JAPAN FESTIVAL、洋邦クロスオーバー・イベントSTYLE、英国の大型フェスVフェスティバルに出演した。ROCK IN JAPAN FESTIVAL出演を記念して、ニック・ドレイクやペットショップボーイズのカヴァーを収録した日本独自企画盤「オクトーバー・スウィマー」を同年7月にリリースした。

### I To Sky（2002年～2003年）
2002年10月、セカンドアルバム「I To Sky」をリリース。スマッシング・パンプキンズのプロデュースで有名なアラン・モウルダーとフラッドを共同プロデューサーに迎えて制作された。同アルバムからは「Formulae」と「Always and Forever」がシングルカットされ、アイルランドアルバムチャートトップ5入り、全英アルバムチャートトップ20入りを記録した。
2003年2月、ベーシストのヒラリー・ウッズが脱退。後にカナダ出身のベーシストのサラ・フォックスが加入した。同年3月、2001年以来の3度目の来日公演を果たし、渋谷CLUB QUATTROで15曲を披露した。

### シングルリリース（2005年）
2005年5月、ダウンロードと7インチレコード限定シングル「She's Gone」をリリースし、全英シングルチャート136位となった。同年8月、シングル「Coming Home」をリリースし、全英シングルチャート52位にランクインした。

### 解散（2006年）
2006年6月22日、バンドは解散を発表。声明文によると、解散の理由として、所属レーベルであるソニーBMGの新作に対するサポートが十分ではなかったことを挙げている。

### その後（2007年～）
2007年、JJ72のフロントマンだったマーク・グリーニーは、元アイドルワイルドのゲビン・フォックス、元ザ・フレイムスのポール・"ビンザー"・ブレナンとともに、新バンドConcerto for Constantineを結成し、翌年にはスマッシング・パンプキンズのサポートアクトを務めた。
JJ72の元ベーシストのヒラリー・ウッズは、ソロで活動し、2016年にEP「Heartbox」、2018年にデビューアルバム「Colt」をそれぞれリリースした。

## バンドメンバー
- マーク・グリーニー（ ボーカル 、ギター 、ピアノ）1980年6月23日生まれ
- ファーガル・マシューズ（ドラム ）1980年1月29日生まれ
- ヒラリー・ウッズ（ベース 、バッキングボーカル）1980年5月30日生まれ
- サラ・フォックス（ベース）[2003年以降]
- ガービン・スミス（ベース）[初期]

## ディスコグラフィー

### アルバム
| 年   | 詳細                                                           | 各国のチャート順位 | 各国のチャート順位 | 各国のチャート順位 | 認証 （ 売上 ）  |
| 年   | 詳細                                                           | アイルランド       | 英国               | フランス           | 認証 （ 売上 ）  |
| ---- | -------------------------------------------------------------- | ------------------ | ------------------ | ------------------ | ---------------- |
| 2000 | JJ72 - リリース：2000年8月28日 - レーベル：Lakota Records      | 7                  | 16                 | —                  | - 英国：ゴールド |
| 2002 | I To Sky - リリース：2002年10月11日 - レーベル：Lakota Records | 10                 | 20                 | 124                |                  |

### シングル
| 年   | タイトル                          | 各国のチャート順位 | 各国のチャート順位 | 各国のチャート順位 | アルバム |
| 年   | タイトル                          | アイルランド       | 英国               | オランダ           | アルバム |
| ---- | --------------------------------- | ------------------ | ------------------ | ------------------ | -------- |
| 1999 | 「Pillows」（「Oxygen」）（デモ） | —                  | —                  | —                  |          |
| 1999 | 「October Swimmer」               | —                  | —                  | —                  |          |
| 2000 | 「Snow」                          | —                  | 80                 | —                  |          |
| 2000 | 「Long Way South」                | —                  | 68                 | —                  | JJ72     |
| 2000 | 「Oxygen」                        | 42                 | 23                 | —                  | JJ72     |
| 2000 | 「October Swimmer」               | 50                 | 29                 | 86                 | JJ72     |
| 2001 | 「Snow」                          | 33                 | 21                 | —                  | JJ72     |
| 2001 | 「Algeria」（プロモ）             | —                  | —                  | —                  | JJ72     |
| 2002 | 「Formulae」                      | 24                 | 28                 | —                  | I To Sky |
| 2003 | 「Always and Forever」            | —                  | 43                 | —                  | I To Sky |
| 2005 | 「She's Gone」                    | —                  | 136                | —                  |          |
| 2005 | 「Coming Home」                   | 38                 | 52                 | —                  |          |